# Préfecture du Haho
La préfecture du Haho est une préfecture du Togo, située dans la Région des plateaux.
Le chef-lieu de la préfecture est Notsé.

## Géographie
Elle est située entre la préfecture d'Ogou au nord et la Région maritime au sud. Elle est limitrophe de la République du Bénin.
Elle est couverte de forêts.

## Démographie
Sa population estimée au 5ème Recensement de la Population et de l'Habitat (RGPH-5 ) en 2022 est de 305 096 habitants.

## Économie
La principale ressource est l'exploitation des bois rares : tecks et acajous principalement.
Les plantations de café et de cacao sont fréquentes dans la préfecture. Les champs de  coton  complètent les ressources agricoles.